# 狮子山狮乳泉
狮子山狮乳泉，位于中国云南省丽江市古城区大研街道新华社区黄山上段7号，建于清。
2011年3月9日，狮子山狮乳泉公布为县级文物保护单位。